# Renato Curcio
Renato Curcio (Monterotondo, 23 settembre 1941) è un ex terrorista italiano, tra i fondatori delle Brigate Rosse.
Formatosi politicamente all'Università di Trento, dove frequentò l'appena creata facoltà di Sociologia senza conseguire la laurea, nel 1969 – assieme a sua moglie Margherita Cagol, Alberto Franceschini e altri – fondò il Collettivo Politico Metropolitano che a sua volta, passando velocemente per l'esperienza di Sinistra Proletaria, nel 1970 avrebbe dato origine al primo nucleo delle Brigate Rosse, il principale gruppo italiano di lotta armata dell'estrema sinistra attivo negli anni di piombo.
Arrestato nel 1974 ed evaso l'anno dopo, fu latitante per un breve periodo e poi nuovamente arrestato e condannato a 28 anni di reclusione per i reati di concorso morale in omicidio (in relazione all'attacco alla sede del Movimento Sociale Italiano di Padova a cui non partecipò ma del quale fu ispiratore e scrisse il proclama di rivendicazione), costituzione di associazione sovversiva e altre imputazioni. Pur mai dissociato, ha dichiarato la fine della lotta delle BR e ha criticato alcune scelte dell'organizzazione fatte negli anni successivi alla sua definitiva incarcerazione.
Nel 1998 è stato scarcerato con quattro anni di anticipo; in tutto ha scontato circa 25 anni di reclusione: 21 in carcere, 12 dei quali in regime di carcere duro, e quattro in semilibertà. Espiata la pena, si è dedicato all'attività di intellettuale e saggista nell'ambito della cooperativa editoriale e sociale Sensibili alle foglie, da lui stesso fondata, orientata su tematiche legate a disabilità, istituzioni totali come carceri e manicomi, immigrazione e studi sulle nuove forme di controllo sociale nella società di massa.

## Biografia

### Infanzia e adolescenza (1941-1958)
Curcio nasce a Monterotondo, in provincia di Roma, il 23 settembre 1941. La madre, Jolanda Curcio, era una ragazza-madre originaria di Orsara di Puglia (FG), stabilitasi per lavoro nella provincia romana, dove intrattenne una relazione clandestina con il romano Renato Zampa, fratello del celebre regista cinematografico Luigi Zampa, che la abbandonò a seguito della scoperta della gravidanza della giovane. I primi anni della sua vita sono molto difficili, sia per le difficoltà scolastiche, sia per la precarietà dei lavori della madre. Fino ai 10 anni d'età vive nel paese natìo della madre, con la famiglia materna, di religione valdese. In seguito lo zio Luigi Zampa si farà carico di provvedere ai suoi bisogni.
Nella sua autobiografia, A viso aperto, racconta che la morte dello zio materno Armando (da non confondere con l'omonimo editore Armando Curcio), operaio della FIAT, ucciso la sera della Liberazione, di ritorno da Torino, da un gruppo di nazisti, lo segna profondamente, dal punto di vista affettivo ma non da quello politico: rispondendo alla domanda di Mario Scialoja se l'immagine della morte dello zio avesse contato molto per lui, Curcio rispose "Moltissimo dal punto di vista umano e affettivo. Sul piano politico non direi. Per tanti anni non ho attribuito nessuna valenza politica al dolore di quel ricordo. Solo molto più tardi quando ero già a Trento, ho scoperto il significato della morte di zio Armando". Il suo primo "nome di battaglia" da brigatista fu proprio "Armando".
Dopo le scuole elementari, viene iscritto al collegio cattolico "Don Bosco" di Centocelle, a Roma, dove viene bocciato. Dopo questo insuccesso scolastico viene mandato a Imperia e affidato a una nuova famiglia di amici della madre. Finita la scuola di avviamento, a quindici anni, il padre gli trova un posto come ascensorista all'Hotel Cavalieri di Milano. 

Foto di Curcio dal documento d'identità

### Albenga (1958-1963)
Dopo un anno di lavoro come ascensorista a Milano, si ricongiunge alla madre, che nel 1958 ha rilevato una pensione a Sanremo. S'iscrive e poi si diploma come perito chimico all'istituto tecnico industriale "Contardo Ferrini" di Albenga, dove, divenuto amico di don Lasagna, fondatore dell'istituto, vi poi rimarrà un anno come supplente. Qui scrisse anche un paio di articoli di inchiesta per "Risveglio", un periodico locale diretto da Romano Strizioli. I suoi primi approcci politici sarebbero in direzione dell'estrema destra, secondo quanto ricordato da testimoni del tempo, enfatizzato in alcuni opuscoli riconducibili a quest'area. e riportato in saggi sull'estrema destra europea e documenti di gruppi di sinistra, ma politicamente avversari. Ad Albenga milita dapprima nel gruppo "Giovane nazione", divenuta poi "Giovane Europa",  organizzazione che riprende le teorie nazi-maoiste  di Jean Thiriart.e avrebbe organizzato, nel 1963, nella sala conferenze della biblioteca civica di Albenga un incontro pubblico a riguardo di questa ideologia, Curcio viene anche citato come capo della sezione di Albenga e celebrato il suo zelo militante nella rivista Giovane Nazione:. Questa sua simpatia e militanza verso le posizioni di Thiriart sono sostenute anche in un articolo de L'Unità pubblicato dopo il suo primo arresto, che a questo riguardo aggiunge che già nel 1961 fu attenzionato dalla polizia causa i suoi contatti con Bruschi, un neofascista milanese del gruppo di Rauti con cui terrà una conferenza ad Albenga, che avrebbe avuto luogo sabato 6 aprile 1963 in accordo a quanto scritto da Antonio Martino, esperto di storia locale, in un suo saggio sui movimenti neofascisti savonesi. A riguardo di questa militanza, Silj, scrive di essere la corrente di queste voci di militanza giovanile nella destra, ma di non averne trovata traccia,  bisogna notare, tuttavia, che nell'autunno 1963 Curcio iniziò a frequentare l'Università di Trento - città in cui, in base ai suoi ricordi si è trasferito dopo un anno trascorso a Genova Curcio non ha mai fatto riferimento a questa sua militanza nell'area nazimaoista, affermando di aver cominciato a occuparsi di politica quando era già all'Università di Trento, "e neanche subito".

### Studente di sociologia a Trento

Mara Cagol e Renato Curcio

Dopo un anno trascorso in condizioni precarie a Genova, dove vive di piccoli espedienti, nel 1963 si iscrive all'Istituto Superiore di Scienze Sociali (poi Università) di Trento, al corso di laurea in sociologia. Lì le cronache raccontano che, tra i vari corsi, Curcio seguisse con particolare interesse le lezioni di un allora giovanissimo Romano Prodi, all'epoca assistente universitario del professor Beniamino Andreatta. A Trento, intorno al 1964, lavora come portaborse del vicesindaco di Trento Iginio Lorenzi, socialista, scomparso nel 2004. Viene poi coinvolto dalla mobilitazione studentesca, che a Trento inizia prima di altrove con l'occupazione dell'università. Nel 1965 entra a far parte del G.D.I.U.T., il gruppo trentino dell'Intesa Universitaria, fondato da Marco Boato, in cui si ritrovavano giovani di ispirazione cristiana, ma politicamente laici. In tale contesto conosce Margherita Cagol, studentessa cattolica che sarà la sua compagna fino alla morte di lei. Matura il proprio credo ideologico all'interno delle lotte universitarie e aderisce ad alcuni piccoli gruppi d'estrema sinistra.
Per un certo periodo condivide l'abitazione con Mauro Rostagno, soprannominato il "Che" di Trento, che sarà uno dei fondatori di Lotta Continua (Curcio sarà chiamato negli anni 2000 a testimoniare anche nel processo per l'omicidio di Rostagno per mano della mafia siciliana). Nel 1967 forma, con Rostagno, un gruppo di studio denominato Università Negativa, in cui viene svolto un lavoro di formazione teorica con una rilettura di testi ignorati dai corsi universitari tra i quali Mao Zedong, Herbert Marcuse, Che Guevara, Raniero Panzieri, Amílcar Cabral. Entra a far parte della redazione della rivista Lavoro Politico, d'ispirazione marxista-leninista nella interpretazione maoista: i cui articoli contengono forti critiche verso il "filocastrismo" definito come avventurismo, includendo nella critica eventuali proposte di azioni armate in Italia;   che sarebbero frutto solo di una mentalità " piccolo borghese in cerca di emozioni e non un vero rivoluzionario", in quanto la presa del potere da parte del proletariato sarebbe il frutto un lungo processo non riconducibile alla sola parola d'ordine della guerriglia. Pur avendo completato tutti gli esami, fa la scelta "politica" di non laurearsi. Il 1º agosto 1969 sposa Margherita Cagol, nel santuario di San Romedio in Val di Non, con rito misto cattolico-valdese.

### La lotta armata e le Brigate Rosse (1969-1973)
L'8 settembre 1969 Curcio, Cagol e altri fondano il Collettivo Politico Metropolitano (CPM): è questo il periodo in cui vengono introdotti nelle fabbriche e in cui conoscono i giovani che faranno parte delle future Brigate Rosse. Nel clima dell'"Autunno caldo", nel novembre 1969, Curcio partecipa al convegno di Chiavari.

Bandiera delle Brigate Rosse

Stando a quanto riportato da Giorgio Galli, all'Hotel Stella Maris di Chiavari, di proprietà di un istituto religioso, si riuniscono una settantina di appartenenti al Collettivo Politico Metropolitano di Milano. Tra di loro ci sono molti di coloro che - nell'anno successivo - fondano le Brigate Rosse. Secondo Curcio «quando il movimento trovò la "strada sbarrata", di fronte all'alternativa se "vivere o no in democrazia tutelata" alcuni come lui "dissero no". E nacque la lotta armata, quasi per necessità.»

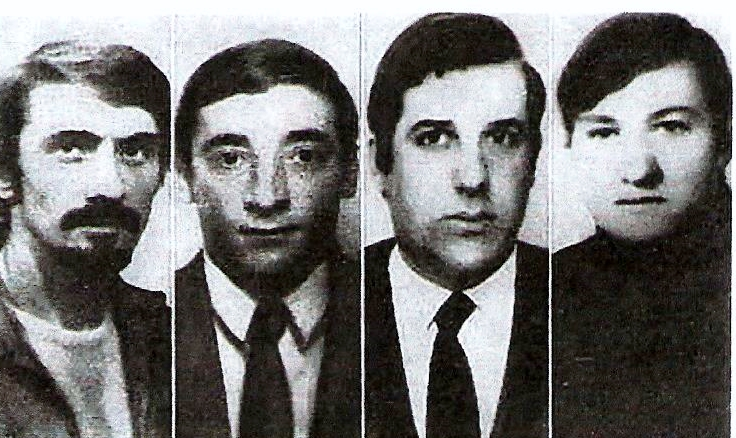
Nel maggio 1974 vennero diffuse dagli inquirenti le foto di alcuni dei presunti capi delle Brigate Rosse: il secondo da destra è Renato Curcio. Gli altri tre sono: Piero Morlacchi, Mario Moretti e Alfredo Bonavita.

Nella sua relazione a Chiavari, Curcio cita un noto rivoluzionario brasiliano, Marcelo de Andrade, il quale asseriva che "Ogni alternativa proletaria al potere è - fin dall'inizio - politico-militare, nel senso che la lotta armata cittadina costituisce la via principale alla lotta di classe". Dunque, in questa occasione, Curcio si mostra favorevole alla presa delle armi da parte dell'avanguardia proletaria. Ma la sua posizione e quella di qualche altro oratore rimane, al momento, minoritaria. Il CPM, però, si trasforma in un gruppo più centralizzato, Sinistra Proletaria, che stampa anche due numeri di una rivista. Le posizioni di molti di coloro che avevano rifiutato la lotta armata cominciano a mutare con la strage di piazza Fontana, avvenuta il 12 dicembre dello stesso 1969.
Grazie all'amicizia con Giangiacomo Feltrinelli, si incontra due volte in Francia a Parigi, in primavera e autunno, nel 1970, con Andreas Baader, fondatore della Rote Armee Fraktion tedesca ed esponenti della Gouche proletarienne francese.
Nel settembre 1970 si tiene il Convegno di Pecorile, con il quale termina l'esperienza di Sinistra Proletaria: alcuni, tra cui Curcio, Cagol, Alberto Franceschini, decidono di passare alla lotta armata. Il 17 settembre 1970 si ha la prima azione politico-militare firmata "Brigate Rosse": viene incendiata l'automobile di un dirigente della Sit Siemens, Giuseppe Leoni nel quartiere Lorenteggio di Milano. Sui volantini distribuiti si legge che quello era l'esempio da dare ai crumiri e ai "dirigenti-bastardi". Sit-Siemens, Pirelli, Alfa Romeo: queste sono le prime industrie ove si insedia il partito armato.
Da questo momento la storia di Curcio coincide con quella delle Brigate Rosse, anche se la sua partecipazione alle azioni, inizialmente attentati incendiari ai danni di automobili di dirigenti di fabbrica e di avversari politici, è nei primi tempi molto limitata. Curcio, infatti, si connota come "ideologo" dell'organizzazione e si occupa principalmente della stesura di documenti e dell'elaborazione teorica dell'organizzazione. Nell'estate del 1972, dopo una prima ondata di arresti, si trasferisce con sua moglie Margherita a Torino, dove fondano una nuova colonna dell'organizzazione e passano alla clandestinità completa.

### Primo arresto e carcerazione (1974-1975)
Curcio fa parte del primo Comitato esecutivo dell'organizzazione costituito nel 1972, insieme ad Alberto Franceschini, Mario Moretti e Piero Morlacchi. Tra le azioni rivendicate dalle BR in quel periodo vi fu l'omicidio di Graziano Giralucci e Giuseppe Mazzola, militanti del Movimento Sociale Italiano il 17 giugno 1974, uccisi nella sede del MSI in via Zabarella a Padova. Curcio, poi condannato come mandante di quegli omicidi, scrisse il volantino di rivendicazione insieme agli altri dirigenti delle BR non senza titubanza, specificando come l'evento non fosse stato pianificato dall'organizzazione.
Curcio fu catturato una prima volta in un agguato organizzato dagli uomini del generale Dalla Chiesa grazie all'azione di Silvano Girotto, che fu per ragioni ideologiche accettò di svolgere il ruolo di infiltrato nelle Brigate Rosse. Dopo il suo arresto, portato nelle carceri di Novara, sospettato del sequestro del giudice Sossi e di rapina, si definì prigioniero politico, difeso dall'avvocato Giannino Guiso, il 13 settembre non rispose per quattro ore alle domande del procuratore generale Caccia e del giudice istruttore Caselli.
Girotto, interrogato il 26 settembre 1974 da Gian Carlo Caselli riferisce alcune parole di Curcio relative alla pratica di lotta armata, dove specificava che "bisognava anche sapere che, se necessario, le BR uccidevano". Circa vent'anni dopo il fatto invece (nel 1993), il duplice omicidio viene ricordato da Curcio nella sua autobiografia/intervista con Mario Scialoja come un "incidente di percorso, un episodio non voluto". Curcio parla apertamente di "disastro politico" e di "errore grave", in quanto l'azione dei militanti padovani compromise l'immagine delle BR.
Dopo quegli omicidi le BR avevano emesso un volantino di rivendicazione di cui lui stesso era stato ritenuto autore, Curcio nell'intervista spiega che a quel tempo l'eventualità che l'organizzazione commettesse degli omicidi e ne subisse era un principio accettato nella logica della pratica rivoluzionaria, ma afferma che "uccidere consapevolmente in quel periodo lo escludevo: ritenevo che per il nostro tipo di organizzazione sarebbe stato un passo controproducente e negativo". Risulta però chiaro che susseguentemente al duplice omicidio, Curcio e il direttorio BR agiscono con il fine di professionalizzare la preparazione militare dei brigatisti. Infatti, attraverso il dottor Enrico Levati e l'avvocato Giambattista Lazagna, giungono in contatto con Silvano Girotto detto "Frate Mitra" che, d'accordo con i carabinieri del generale Carlo Alberto dalla Chiesa, cercava il contatto con le BR e queste, affascinate dalla sua fama di frate guerrigliero gli propongono di divenire loro addestratore militare.
Rispondendo alle domande della Commissione parlamentare d'inchiesta sul terrorismo, Girotto ricorda le parole dei brigatisti nel corso dei tre incontri succedutisi tra luglio e settembre 1974. «Moretti disse: "Siamo così carichi di odio che le nostre pistole sparano da sole". E Curcio aggiunse: "Sì, però per il momento ci spariamo sui piedi, abbiamo bisogno di lui"». L'8 settembre 1974, data fissata per il terzo incontro con Silvano Girotto, Renato Curcio e Franceschini vengono arrestati a Pinerolo mentre a bordo di una Fiat 128 si recano al luogo convenuto per l'incontro. Mario Moretti, secondo Girotto, fu misteriosamente avvisato da qualcuno di non presentarsi, e scampò all'arresto. Nel 2002, in procinto di partire come volontario con la sua compagna in una missione cattolica al servizio dei poveri in Etiopia, Girotto volle riprendere contatto con coloro che aveva fatto arrestare e che erano ormai liberi dopo aver scontato pesanti condanne. L'incontro fu reso possibile da suor Teresilla Barillà. Renato Curcio, pur non manifestando rancore, declinò l'invito, mentre Alberto Franceschini accettò l'incontro, stabilendo con lui un rapporto amichevole.

### Evasione, nuovo arresto e condanne

Il secondo arresto di Renato Curcio (1976)

Come conseguenza di un'azione diretta e guidata da Margherita Cagol, Curcio evade dal carcere il 18 febbraio 1975 e rientra nelle Brigate Rosse, dove però ormai le sue posizioni sono marginali. Sua moglie Margherita Cagol, conosciuta con il "nome di battaglia" di "Mara", viene uccisa in un conflitto a fuoco con i Carabinieri nel giugno del 1975, in cui rimane ucciso anche l'appuntato Giovanni D'Alfonso e ferito gravemente il tenente Umberto Rocca, durante la liberazione dell'industriale Gancia, sequestrato a scopo di autofinanziamento del gruppo. Curcio redigerà un comunicato celebrativo della memoria della moglie: 
Il 18 gennaio 1976 Curcio viene riarrestato insieme a Nadia Mantovani (nuova compagna di Curcio dopo la morte di "Mara") in un appartamento in Via Maderno a Milano. In A viso aperto racconta che i carabinieri non sapevano che lui, super-ricercato, fosse nel covo,  e perciò tentò la fuga innescando una sparatoria in cui restò ferito a una spalla.
Con la morte di Margherita Cagol e la nuova carcerazione di Curcio e di Franceschini, la direzione del movimento passa in mano a esponenti della cosiddetta "ala militarista" con a capo Mario Moretti. Nel giugno del 1976 vengono uccisi il Procuratore Generale Francesco Coco e la sua scorta: si tratta del primo omicidio premeditato delle Brigate Rosse, anche se le prime due vittime delle BR erano state Graziano Giralucci e Giuseppe Mazzola.
Il 10 maggio 1978, il giorno dopo l'omicidio seguito al rapimento dell'onorevole Aldo Moro, alla caserma Lamarmora a Torino, dove si celebra il processo ad alcuni dei capi storici delle BR, Renato Curcio prende la parola e attraverso un comunicato, condiviso con altri imputati, celebra così la morte del presidente della D.C.: « [...] Ecco perché noi sosteniamo che l'atto di giustizia rivoluzionaria esercitato dalle Brigate Rosse nei confronti del criminale politico Aldo Moro, (...), è il più alto atto di umanità possibile per i proletari comunisti e rivoluzionari, in questa società divisa in classi».
Curcio viene espulso dall'aula così come il coimputato Alberto Franceschini che cerca, subito dopo di lui, di ripetere le parole del comunicato, presto interrotto dall'intervento della forza pubblica. Curcio, che non ha mai sparato personalmente, viene condannato a trent'anni per associazione sovversiva, banda armata e come mandante dell'omicidio di Giuseppe Mazzola e Graziano Giralucci, venendo riconosciuto come autore del proclama delle BR rivendicante gli omicidi.
Egli, come Prospero Gallinari e Barbara Balzerani, non si è mai dissociato né pentito. Ha rivendicato tutte le azioni brigatiste fino alla metà degli anni ottanta, criticando però davanti ai giudici le sue vecchie scelte e dichiarando finita la lotta armata. Nel 1987, infatti, con una lettera aperta firmata insieme a Mario Moretti e altri, dichiara chiusa l'esperienza delle Brigate Rosse, rilevandone l'inattualità, specie in riferimento agli ultimi gruppi brigatisti e neo-brigatisti da allora operanti, che vengono però disconosciuti da Curcio e dall'intero nucleo storico. Passò un periodo al carcere di Pianosa, infine venne trasferito nel 1988 a Rebibbia, nell'area omogenea con altri ex terroristi reclusi, non più in regime di carcere duro.
Nel 1980 le edizioni Gammalibri pubblicano Fuori dai denti, il cui testo in origine circolava come ciclostile, scritto nel 1968 a due mani da Curcio e Mauro Rostagno (a quel tempo leader del Movimento Studentesco Antiautoritario trentino) rifacentisi all'esperienza comune di studenti presso la facoltà di sociologia dell'Università di Trento, con la prefazione di Giorgio Bocca e una postfazione di Aldo Ricci, un dissidente del Movimento Studentesco trentino.

#### Dibattito sulla grazia a Curcio (Cossiga, 1991)

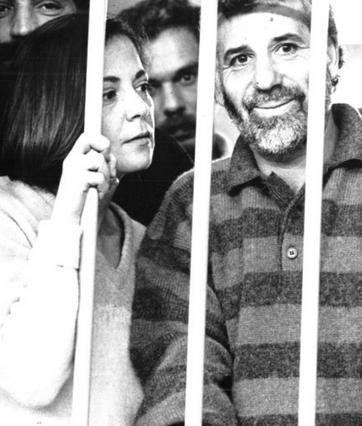
Renato Curcio con Barbara Balzerani durante uno dei processi

Nell'agosto 1991, Francesco Cossiga, Presidente della Repubblica, propone di concedere la grazia a Renato Curcio. È un atto inusuale perché Cossiga propone la grazia pubblicamente, condizionandola però al riconoscimento da parte delle forze politiche, e soprattutto del Governo e del Parlamento, di un valore politico più generale della stessa. Inizia un dibattito che vede coinvolto il mondo politico e la stampa.
Marco Pannella inserisce questa vicenda (settimo paragrafo del documento), nella sua denuncia nei confronti del Presidente della Repubblica Francesco Cossiga per attentato alla Costituzione il 26 novembre 1991. Sotto accusa sono le modalità della proposta di grazia (non la possibilità della grazia in sé) e il presunto stravolgimento della prassi costituzionale consolidata.
Anche Indro Montanelli, gambizzato dalle BR nel 1977, si dichiara favorevole alla scarcerazione di Curcio.
La figlia di Giralucci, Silvia, scrive invece quanto segue allo stesso presidente Cossiga in una lettera pubblica: «La grazia è un'ingiustizia che ci offende, sia come familiari delle vittime del terrorismo, che come privati cittadini. Mia madre ed io avevamo già espresso parere negativo alla grazia [...] La nostra vita è stata profondamente segnata da quell'episodio, è una vita non completa, non normale. Perché dobbiamo concedere una vita normale a chi non ha permesso che la nostra fosse tale? Hanno stroncato e segnato irreversibilmente troppe vite per avere il diritto di godersi la loro. Constatatone il fallimento, vorrebbero, e lei con loro, considerare la loro esperienza storicamente sorpassata, ma il dolore mio e della mia famiglia non è ancora storia, è vita».
Il figlio di Giuseppe Mazzola, alla proposta di grazia a Curcio richiede la sospensione dello status di cittadinanza italiana suo, dei fratelli e della madre fino allo scadere del mandato presidenziale di Cossiga. Di fronte alla esplicita iniziativa del Presidente Cossiga sulla concessione della grazia a Renato Curcio, tra parecchie polemiche, il Presidente del Consiglio Giulio Andreotti concorda, fatto che spinge il Ministro di Grazia e Giustizia, Claudio Martelli, a rivendicare le proprie prerogative in materia presentando infatti un ricorso per conflitto di attribuzione nei confronti della Presidenza della Repubblica e della Presidenza del Consiglio. Il processo costituzionale fu poi dichiarato estinto (ord. n. 379 del 1991), senza che la Corte si esprimesse, in quanto lo stesso Ministro Martelli rinunciò al ricorso e, dall'altra parte, il Presidente Cossiga non tornò sull'argomento grazia a Curcio.
Nel 1990 fonda, insieme a Stefano Petrella e Nicola Valentino, la casa editrice Sensibili alle foglie, una cooperativa di cui è l'attuale direttore editoriale.

### Anni recenti (1993-oggi)
Appena ottenuta la semilibertà 7 aprile 1993, l'allora direttore de Il Giorno, Paolo Liguori, gli offrì un posto da giornalista ma lui declinò l'offerta perché prematura.

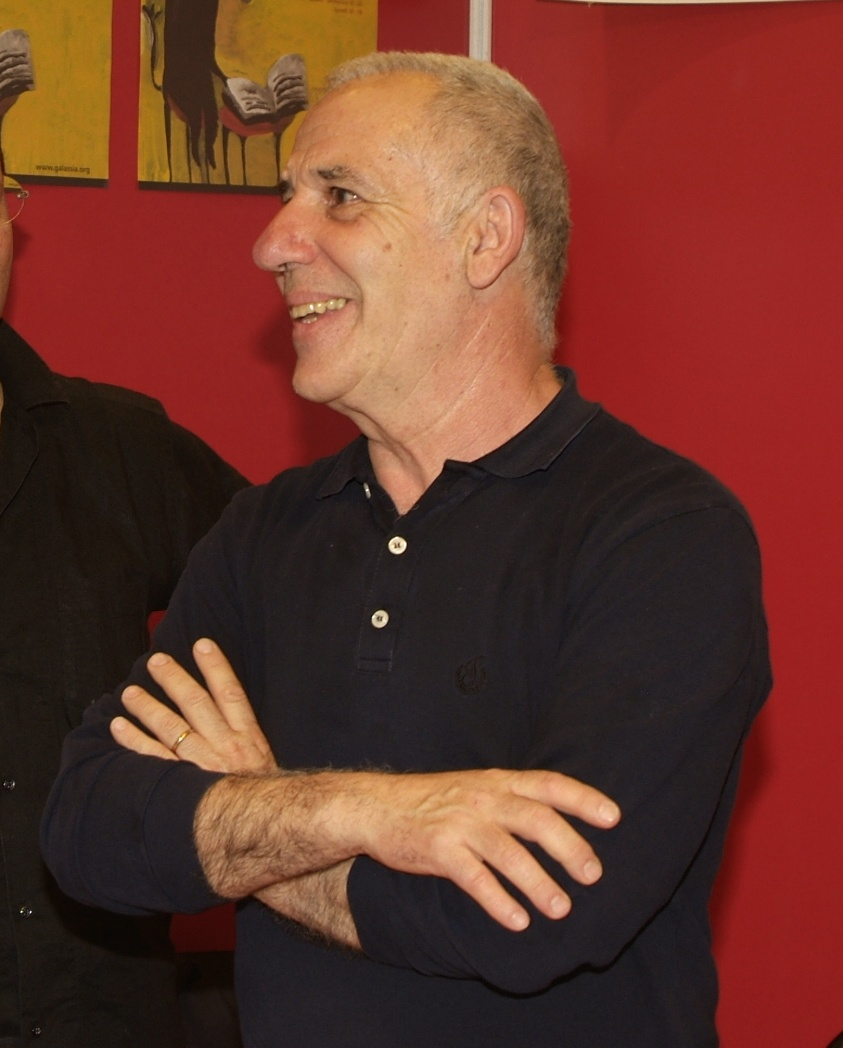
Renato Curcio nel 2008

Nel 1993 e negli anni 2000 fu convocato a rendere la sua testimonianza nel processo per la morte del suo amico Mauro Rostagno, assassinato da Cosa nostra: 
Nel 1994 la sua cooperativa pubblica l'importante Princesa, l'autobiografia di Fernanda Farias De Albuquerque (scritta con l'ex brigatista Maurizio Iannelli conosciuto da lei in carcere), donna transgender brasiliana (suicida nel 2000) su cui Fabrizio De André scriverà una canzone (Prinçesa, dall'album Anime salve del 1996). La presentazione del libro al Torino GLBT Film Festival - Da Sodoma a Hollywood viene contrastata dai parenti delle vittime delle Brigate Rosse che protestano proprio contro la presenza di Curcio. Princesa, quindi, preferisce non presentarsi; alla prima presentazione del libro, invece, avvenuta a Genova all'Osteria della Lanterna dopo che il comune aveva negato la sala comunale precedentemente concessa per protesta contro Curcio (regolarmente autorizzato dal giudice di sorveglianza), partecipano sia il fondatore delle BR sia Fernanda, e il comune amico don Andrea Gallo, celebre prete di strada genovese.
Renato Curcio fu scarcerato definitivamente nell'ottobre del 1998, quattro anni prima della scadenza della pena. I giudici di sorveglianza motivarono così la scelta: «Anche se Curcio non ha mai rinnegato il proprio passato politico a tutti noto, ponendosi come una sorta di interlocutore verso le istituzioni, mirando alla ridefinizione culturale, storica e politica degli anni '60 - '80, è pur vero che la sua attività lavorativa, oggi rivolta soprattutto alla ricerca e comunque coinvolgente le relazioni umane, è sintomatica di una sincera rivisitazione e messa in discussione delle scelte precedentemente operate, e sfociate nei delitti che oggi sta espiando» e nel suo «impegno volto al sociale può cogliersi il ravvedimento che la legge prevede per il beneficio oggi richiesto». Curcio, inoltre, ha abbandonato il marxismo-leninismo, professandosi altresì un anarco-comunista.
Riguardo alle sue nuove attività Curcio ha detto: «Io parlo solo del mio lavoro di ricercatore, il resto non mi interessa. Non salgo in cattedra e non sono un cattivo maestro», rifiutando quasi sempre di commentare argomenti inerenti o correlati agli anni di piombo.
Curcio si è risposato nel 1995 con Maria Rita Prette detta "Marita" (un'ex terrorista condannata per banda armata e oggi scrittrice e ricercatrice sociale), con rito religioso (essendosi riavvicinato nuovamente alla religione cristiana valdese) e con lei ha avuto una figlia. Abita in un casolare a Carrù (in provincia di Cuneo), e scrive e cura libri sul mondo del lavoro, sulla condizione carceraria e su tutte le istituzioni totali: in particolare sugli internati nei manicomi giudiziari (da una prospettiva antipsichiatrica), sui portatori di handicap, sugli stati alterati di coscienza nella reclusione, dal 2015, con la pubblicazione del saggio L'impero virtuale, si dedica all'impatto della rivoluzione digitale nei rapporti all'interno della società moderna, studio che ha poi approfondito ulteriormente con le successive pubblicazioni: L'egemonia digitale, La società artificiale e L'algoritmo sovrano; svolge inoltre l'attività di sociologo, il campo di studi per cui intraprese il percorso universitario concluso, a fine anni '60, senza tuttavia conseguirne la laurea per scelta politica.
Nel 2013, con altri ex brigatisti e membri della sinistra extraparlamentare, ha partecipato ai funerali di Prospero Gallinari, a Coviolo (Reggio Emilia), suscitando accese polemiche e una denuncia archiviata. Spesso è stato invitato a tenere conferenze sugli argomenti del proprio lavoro, causando a volte dure contestazioni e critiche per il suo passato.

## Procedimenti giudiziari e condanne
Curcio è stato condannato a 30 anni di carcere, ridotti poi a 28 (di cui scontati 24, 4 in semilibertà e 20 in prigione) per concorso morale in omicidio volontario nella morte dei militanti missini Giralucci e Mazzola (in quanto giudicato mandante dell'assalto alla sede del Movimento Sociale Italiano di Padova), per costituzione e direzione di associazione sovversiva, evasione e per partecipazione a banda armata. La pena di 28 anni è cumulativa di:
- 15 anni, in seguito ridotti a 12, nel processo di Torino al nucleo storico delle BR (1974-78), per i reati di associazione sovversiva, evasione e banda armata[57] (per la stessa costituzione delle BR e per i sequestri e le rapine di finanziamento messi in atto dal gruppo, oltre che per la sua evasione da Casale);
- 16 anni e 2 mesi per l'assalto alla sede del MSI e il derivante concorso morale in omicidio (sentenza definitiva nel 1991).[58]

Nel 2024 la procura di Torino ha chiesto il rinvio a giudizio di Curcio, Mario Moretti, Lauro Azzolini e Pierluigi Zuffada per i fatti del sequestro Gancia (1975).

## Opere
- Fuori dai denti, con Mauro Rostagno, Milano, Gammalibri, 1980.
- Gocce di sole nella città degli spettri, con Alberto Franceschini, Roma, Corrispondenza internazionale, 1982.
- Wkhy, Roma, Cooperativa Apache, 1984.
- L'alfabeto di Esté, Roma, Agalevi-Sensibili alle foglie, 1988.
- Nel bosco di Bistorco, con Nicola Valentino e Stefano Petrella, Roma, Sensibili alle foglie, 1990; 1991; 1993.
- Shish Mahal, Roma, Sensibili alle foglie, 1991.
- Curatela di Hassan Itab, La tana della iena, Roma, Sensibili alle foglie, 1991.
- Prefazione ad Agrippino Costa, Versoperverso, Cavallino di Lecce, Capone, 1991.
- Introduzione a Francesco Cirillo, Sulla fronte un po' d'acido..., Lamezia Terme, Grisolia, 1992.
- A viso aperto, Milano, A. Mondadori, 1993. ISBN 88-04-36703-2.
- La soglia, Roma, Sensibili alle foglie, 1993; Milano, Tropea, 1997. ISBN 88-438-0068-X.
- Metrò, Roma, Sensibili alle foglie, 1994.
- Curatela di Primo Vanni, Mi viense allora uno sperimento, Roma, Sensibili alle foglie, 1995. ISBN 88-86323-51-4.
- Reclusione volontaria, Tivoli, Sensibili alle foglie, 1997. ISBN 88-86323-94-8.
- Fino alle radici del cuore. Lettere, con Francesco Silvestri, Cosenza, Periferia, 1999. ISBN 88-87080-12-7.
- Nella città di Erech, con Nicola Valentino, Roma, Sensibili alle foglie, 2001. ISBN 88-86323-88-3.
- L'azienda totale. Dispositivi totalizzanti e risorse di sopravvivenza nelle grandi aziende della distribuzione, Dogliani, Sensibili alle foglie, 2002. ISBN 88-86323-77-8.
- Introduzione a Franco Del Moro, Il dubbio necessario. Liberare la coscienza dai limiti della razionalità e del materialismo, Murazzano, Ellin Selae, 2002.
- Il dominio flessibile. Individualizzazione, precarizzazione e insicurezza nell'azienda totale, a cura di, Dogliani, Sensibili alle foglie, 2003. ISBN 88-86323-93-X.
- Il consumatore lavorato, a cura di, Dogliani, Sensibili alle foglie, 2005. ISBN 88-86323-99-9.
- La trappola etica. Ambiguità e suggestioni della responsabilità sociale d'impresa, a cura di, Dogliani, Sensibili alle foglie, 2006. ISBN 88-89883-08-1.
- I dannati del lavoro. Vita e lavoro dei migranti tra sospensione del diritto e razzismo culturale, a cura di, Dogliani, Sensibili alle foglie, 2006. ISBN 978-88-89883-15-0.
- Prefazione a Andate e ritorni. Conversazioni tra passato presente e futuro con Loris Tonino Paroli, Paderno Dugnano, Colibrì, 2009. ISBN 978-88-86345-80-4.
- Respinti sulla strada. La migrazione ipermoderna di minorenni e ragazzi stranieri, a cura di, , Prefazione di Paolo Bellati, Dogliani, Sensibili alle foglie, 2009. ISBN 978-88-89883-31-0.
- Razzismo e indifferenza, prefazione di don Andrea Gallo, Roma, Sensibili alle foglie, 2010. ISBN 978-88-89883-37-2.
- La socioanalisi narrativa, con Marita Prette e Nicola Valentino, Roma, Sensibili alle foglie, 2012. ISBN 978-88-89883-57-0.
- Mal di lavoro. Socioanalisi narrativa della sofferenza nelle attuali condizioni di lavoro, a cura di, Roma, Sensibili alle foglie, 2013
- Il pane e la morte. Lo scambio salute-lavoro nel polo industriale brindisino, a cura di, Roma, Sensibili alle foglie, 2014
- La rivolta del riso. Le frontiere del lavoro nelle imprese sociali tra pratiche di controllo e conflitti biopolitici, a cura di, Roma, Sensibili alle foglie, 2014
- L'impero virtuale. Colonizzazione dell'immaginario e controllo sociale, Roma, Sensibili alle foglie, 2015
- L'egemonia digitale. L'impatto delle nuove tecnologie nel mondo del lavoro, Roma, Sensibili alle foglie, 2016
- La società artificiale. Miti e derive dell'impero virtuale, Roma, Sensibili alle foglie, 2017
- L'algoritmo sovrano. Metamorfosi identitarie e rischi totalitari nella società artificiale, Roma, Sensibili alle foglie, 2018
- Ascoltare e narrare.  Socioanalisi narrativa di alcune esperienze pedagogiche nella cooperativa sociale Famiglia Nuova, Roma, Sensibili alle foglie, 2018
- Il futuro colonizzato. Dalla virtualizzazione del futuro al presente addomesticato, Roma, Sensibili alle foglie, 2019
- Identità cibernetiche. Dissociazioni indotte, contesti obbliganti e comandi furtivi, Roma, Sensibili alle foglie, 2020
- Capitalismo cibernetico. Dopo il panottico, oltre la sorveglianza, Roma, Sensibili alle foglie, 2022
- Ombre digitali sul lavoro sociale. Socionalisi narrativa sulle derive del terzo settore, a cura di,  Prefazione di Paolo Bellati, Roma, Sensibili alle foglie, 2022
- Dietro il mito dell'informatica. Socianalisi narrativa del lavoro nelle aziende di tecnologia dell'informazione e della comunicazione, a cura di, Sensibili alle foglie, 2022

## Citazioni nella cultura di massa
- Il cantante Francesco Baccini gli ha dedicato un brano musicale intitolato appunto Renato Curcio, contenuto nell'album Nomi e cognomi.
- Curcio è citato anche da Fabrizio De André in La domenica delle salme, dall'album Le nuvole, con la strofa: "Nell'assolata galera patria il secondo secondino / disse a “Baffi di Sego” che era il primo / "Si può fare domani sul far del mattino" e furono inviati messi / fanti cavalli cani ed un somaro / ad annunciare l'amputazione della gamba / di Renato Curcio / il carbonaro". Secondo Mauro Pagani, co-autore del disco, l'idea originale era dedicare un intero pezzo a Curcio, con riferimenti a Silvio Pellico e Maroncelli e alla loro prigionia nello Spielberg, ma alla fine fu deciso per una strofa nella canzone citata.[59] Il cantautore genovese trasfigura la figura di Curcio in quella di Piero Maroncelli, esaltandone così la coerenza al di là delle ideologie.[60] In un'intervista De André spiegò il riferimento a Curcio, chiedendone anche indirettamente la liberazione:

(Fabrizio De André)
- L'attrice francese Fanny Ardant durante un'intervista al settimanale A definì Curcio "Un eroe"[62].
- Curcio è citato nel brano Bandito senza tempo e il brano Ombre rosse inizia con uno stralcio di discorso di Curcio, entrambi contenuti nell'album Le radici e le ali del gruppo Gang.
- Una delle versioni di Quelli che... di Enzo Jannacci cita Curcio ("Quelli che Matarrese dicono che è stato l'ultimo allievo di Renato Curcio, oh yeah").
- Nel brano Nuove BR, della P38, viene citato Curcio ("Renato Curcio, maglia di Gucci").